# Vittorio Gui
Vittorio Gui (Roma (Laci), 14 de setembre, 1885 – Fiesole (Toscana), 16 d'octubre, 1975), va ser un director i compositor italià.

## Carrera
Gui es va llicenciar l'any 1906 en Lletres a la Universitat de Roma "La Sapienza" i va publicar la seva primera obra David - Drama musical, F. Centenari & C. Tipografi Roma 1906.
Va estudiar composició amb els professors Giacomo Setaccioli i Stanislao Falchi a l'"Accademia Nazionale di Santa Cecilia", obtenint el diploma de composició el 1907. El mateix any va debutar com a director al "Teatro Adriano" de Roma amb la Gioconda de Ponchielli. Immediatament va ser convidat a dirigir la primera representació de La Nave de Pizzetti, basada en un text de Gabriele D'Annunzio, l'11 de gener de 1908 al Teatre Argentina de Roma i en una gira per Itàlia que li va donar una certa fama que també el va portar al Teatre La Fenice de Venècia.
El 1909 va dirigir la primera representació de Siegfried amb Giuseppe Borgatti al Teatro Regio de Parma. Al Teatro Regio de Torí el 1911 va dirigir Manon amb Edoardo Garbin, l'estrena de La fanciulla del West amb Giuseppe Nessi i Mefistofele amb Nazzareno De Angelis i el 1912 va dirigir Norma amb Nessi i l'estrena de Thaïs. Al Teatre San Carlo de Nàpols el 1911 va dirigir l'estrena de Marcella d'Giordano, de La favola di Helga de Santoliquido i de La Navarraise de Jules Massenet i el 1912 l'estrena de L'Arlesiana. Dirigí als teatres més importants d'Europa i esdevingué director permanent del Teatro San Carlo el 1912. El 1915 a Nàpols dirigí l'estrena mundial dIl miracolo de Guido Laccetti.
Durant la Primera Guerra Mundial va ser tinent d'enginyers militars. Al Teatre Costanzi de Roma el 1923 va dirigir Manon amb Carmen Melis, Les Huguenots i La Damnation de Faust. El 1924 va publicar un assaig crític sobre Nerone d'Arrigo Boito. El 1925 va dirigir l'estrena mundial dIl diavolo nel campanile d'Adriano Lualdi al Teatro alla Scala de Milà.
Els darrers mesos de 1925 va formar l'Orquestra del Teatre de Torí i fins al 1927 va estar a Torí, on va esdevenir director permanent de l'esmentat teatre, mentre que també el 1925 va contribuir a tornar-lo definitivament al repertori amb l'estrena de L'italiana in Algeri amb Concepció Supervia com a protagonista; el mateix any també va dirigir l'estrena dAriadne auf Naxos de Richard Strauss en presència del compositor, el 1926 va dirigir l'estrena de L'Heure espagnole i el 1927 va dirigir l'estrena mundial del seu conte musical en tres actes Fata Malerba (llibret de Fausto Salvatori) al Teatro Regio de Torí amb la Supervia i Francesco Dominici. El 1927 va tornar a dirigir per La Fenice en un concert, amb L'italiana in Algeri, La sonnambula i Fata Malerba.
El 1928 va formar la Stabile Orchestrale Fiorentina i va traslladar la seva residència a Florència. El 1933 Bruno Walter el va convidar com a director al Festival de Salzburg. L'abril d'aquell mateix any va fundar el Maggio Musicale Fiorentino que va dirigir fins al 1936. Al Teatro comunale de Florència el 1930 va dirigir l'estrena de L'italiana in Algeri amb Conchita Supervía i Alessio De Paolis i de Fidelio amb Eva Turner, el 1931 al Teatro della Pergola l'estrena de Norma amb Iva Pacetti i De Angelis i el 1933 Nabucco amb Gina Cigna, Gabriella Gatti, Ebe Stignani, Carlo Galeffi i Tancredi Pasero. el 1939 va dirigir l'estrena mundial de King Lear de Vito Frazzi al Teatro Comunale amb Stella Roman, Cloe Elmo i Frank Valentino i a 1942 El barber de Sevilla amb Gianna Pederzini, Ferruccio Tagliavini, Gino Bechi i Pasero . El 1944 va dirigir l'estrena de El barber de Sevilla al Teatro Verdi de Florència amb Francesco Albanese, Enzo Mascherini i Giulio Neri.
De nou a Venècia el 1929 va dirigir un concert amb el baríton Charles Panzéra. Al Festival de Salzburg el 1938 va dirigir Falstaff amb Gino del Signore, Nessi i Mariano Stabile. De tornada a Venècia el 1939 va dirigir Un ballo in maschera i el 1940 Rigoletto amb Ferruccio Tagliavini, Friedenstag amb Saturno Meletti i Ugo Novelli i Arlecchino ovvero le finestre de Ferruccio Busoni. A l'òpera Giuseppe Verdi de Trieste l'any 1939 va dirigir La favorita amb Stignani, Giovanni Malipiero i Andrea Mongelli. Va debutar a l'Òpera Estatal de Viena el 1941 amb Aïda i el 1942 va dirigir Le donne curiose amb Anton Dermota i Erich Kunz. Durant aquest període també va dirigir la Filharmònica de Viena molt sovint en diversos concerts amb programes purament simfònics. El 1944 va publicar el volum crític Battute d'aspetto: Meditacions d'un músic militant.
De nou al Teatro dell'Opera di Roma el 1947 va dirigir Die Meistersinger von Nürnberg amb Antenore Reali, el 1950 Un ballo in maschera amb Maria Caniglia, Alda Noni, Giacomo Lauri-Volpi i Bechi i Così fan tutte amb Noni, Petre Munteanu i Kunz, el 1951 Nabucco amb Caniglia, Gabriella Tucci, Miriam Pirazzini, Albanese, Bechi, Nicola Rossi-Lemeni i Plinio Clabassi, el 1954 l'estrena de Snegúrotxka i La Cenerentola amb Sesto Bruscantini, Italo Tajo i Giulietta Simionato i el 1960 Don Giovanni amb Leyla Gencer i Tito Gobbi.
Per a l'Glyndebourne Festival Opera el 1948 va dirigir Così fan tutte amb la Royal Philharmonic Orchestra i Hilde Güden al Kings Theatre de Edimburg  i el 1949 Un ballo in maschera amb Mirto Picchi i Paolo Silveri.
Va ser el director musical titular del Glyndebourne Festival des de 1952 fins a 1963. El 1952 va dirigir La Cenerentola i Macbeth, el 1953 Alceste, el 1954 El barber de Sevilla amb Graziella Sciutti i Le Comte Ory, el 1955 Les noces de Fígaro amb Franco Calabrese i Sena Jurinac, el 1956 Die Zauberflöte amb Joan Sutherland com a primera dama, el 1957 L'italiana in Algeri amb Paolo Montarsolo  i Oralia Domínguez i Falstaff, el 1959 Fidelio, el 1960 I puritani amb Nicola Filacuridi i Sutherland i el 1962  i Mélisande. El 1965 va ser convidat a dirigir Il matrimonio segreto amb la London Philharmonic Orchestra i Margherita Rinaldi.
El 1948 va dirigir l'estrena al Teatro Comunale de Bologna de Messies amb Gatti, Simionato, Munteanu i Boris Christoff.
De nou per a La Fenice el 1949 va dirigir Khovànsxina amb Christoff, el 1950 Fidelio amb Picchi, el 1951 The Damnation of Faust amb Simionato , Così fan tutte amb Jurinac, Noni i Kunz i l'estrena de Paradise and the Peri de Robert Schumann el 1952 Orfeu i Eurídice amb Stignani, El barber de Sevilla,  Manon Lescaut amb Clara Petrella, Afro Poli i Angelo Mercuriali, l'estrena mundial de The Mysteries glorious de Nino Cattozzo amb Rosanna Carteri, la  Simfonia núm. 4 i la Simfonia núm. 9 de Beethoven amb Virginia Zeani, el 1953 Les noces de Fígaro amb Bruscantini, Simionato i Fernando Corena, Manon amb Giacinto Prandelli i Borís Godunov amb Jolanda Gardino, el 1954 Le Comte Ory amb Nicola Monti i Giorgio Tozzi i Médée de Cherubini amb Maria Callas Meneghini, Tucci i Tozzi , el 1955 La Ventafocs i Macbeth, en 1956 Der Freischütz amb Jurinac, Albanese i Raffaele Arié, el 1958 Don Giovanni amb Giorgio Tadeo, Luigi Alva, Ilva Ligabue i Mariella Adani i l'estrena de Messies a la Sala de la Benedicció de la Ciutat del Vaticà, el 1960 un concert amb Géza Anda i un amb Ida Haendel amb música de Johannes Brahms a la Sala dello Scrutinio del Palazzo Ducale de Venècia, el 1961 un concert amb Nikita Magaloff, el 1963 el Cicle de cantates de Johann Sebastian Bach amb Carlo Cava, Domínguez i Martina Arroyo, el 1964 Beatrice di Tenda amb Leyla Gencer, el 1965 Les estacions, el 1968 Petite messe solennelle i el 1969 Rédemption' ' de César Franck.
Encara a Florència al Teatro della Pergola el 1952 va dirigir el primer de Le Comte Ory amb Gardino, Simionato, Monti, Mercuriali, Renato Capecchi i Petri, al Teatro Comunale el 1953 la històrica Medea amb Maria Callas, Fedora Barbieri, Tucci i Petri del qual hi ha un enregistrament i el 1959 de La battaglia di Legnano dirigida pel seu fill Franco Enriquez amb Leyla Gencer i Giuseppe Taddei i al Comunale el 1963 l'estrena dIl Natale del Redentore de Lorenzo Perosi i el 1965 el Rèquiem de Verdi amb la Domínguez, i Boris Christoff
A la Royal Opera House de Covent Garden el 1952 va dirigir Norma amb Callas i Giacomo Vaghi, Picchi i Stignani. El 1955 va dirigir Aïda al Teatre San Carlo amb Antonietta Stella, Barbieri, Franco Corelli, Anselmo Colzani i Mario Petri. A La Scala el 1960 va dirigir Il Paradiso i La Peri de Robert Schumann.
El 10 d'abril de 1973 havia de dirigir I vespri siciliani de Giuseppe Verdi, dirigint a Maria Callas i Giuseppe Di Stefano, per inaugurar el nou Teatro Regio de Torí, reconstruït després de l'incendi de 1936: però, una malaltia durant els assajos el va obligar a retirar-se. Va tornar al podi els dies 4 i 5 d'octubre de 1975 a Florència, per dirigir la Simfonia en sol menor de Mozart i la quarta de Brahms amb l'Orchestra del Maggio Musicale Fiorentino: pocs dies després va morir sobtadament a la seva vil·la de Fiesole.
Va dirigir moltes orquestres importants i els seus enregistraments són força nombrosos, entre els quals podem esmentar Un ballo in maschera de Verdi, enregistrat l'any 1949, l'únic enregistrament d'una òpera wagneriana de Maria Callas (Parsifal del 1950) i l'enregistrament estereofònic als Abbey Road Studios. El 1962 amb la Reial Orquestra Filharmònica per a El barber de Sevilla de Gioachino Rossini d'EMI.
El 1966 va dirigir Beatrice di Tenda de Bellini amb Rajna Kabaivanska al Teatre Massimo Vincenzo Bellini de Catània.
També es va dedicar al cinema. Com a compositor a l'època del silenci: el 1919 va compondre la música d'una pel·lícula d'avantguarda dirigida per Severo Pozzati (Fantasia bianca) i va dirigir personalment l'orquestra i el cor amb motiu de la primera actuació al Teatre Costanzi de Roma. Com a compositor i guionista de dues pel·lícules en el període sonor: Pergolesi (1932) i Rossini (1942).
Es va casar amb Maria Bourbon del Monte amb qui va tenir tres fills, entre ells Leonardo Gui, una figura destacada de l'ortopèdia a Itàlia i Europa. Després de la mort de la seva dona es va casar amb Elda Salaroli Enriques (1904-1994). Va morir als 90 anys.

## Honors
- Cavaller de l'Orde al Mèrit de la República Italiana— 23 de setembre 1975[7]
- Cavaller de l'Ordine di San Giacomo della Spada- 3 de juliol de 1922
- Ordine dell'Istruzione pubblica- 31 de maig de 1946

## Discografia parcial
- Bellini: Norma - Chorus & Orchestra of the Royal Opera House, Covent Garden/Maria Callas/Vittorio Gui, EMI/Warner
- Mozart: The Marriage of Figaro - Glyndebourne Festival Chorus & Orchestra/Vittorio Gui, EMI/Warner
- Puccini: La bohème (Edimburg 1951) - Orquestra del Teatro di San Carlo/Vittorio Gui/Mario del Monaco/Gino

Bechi/Luciano Neroni, 1951 Opera Prima
- Rossini: L'oportunitat fa el lladre - Vittorio Gui, Opera d'Oro
- Rossini: Ventafocs - Vittorio Gui, EMI/Warner
- Rossini: El barber de Sevilla - Vittorio Gui/Victoria de los Ángeles, EMI/Warner
- Verdi: La Traviata - Beniamino Gigli/Maria Caniglia/Orquestra i Cor de la London Philharmonic/Vittorio Gui, Digital Contents
- Verdi: Macbeth - Giuseppe Taddei (Macbeth)/Leyla Gencer (Lady Macbeth)/Mirto Picchi (Macduff)/Ferruccio Mazzoli (Banco)/Franco Ricciardi (Malcolm)/Stefania Malagi (Lady Macbeth's Lady)/Orquestra i cor del Teatre Massimo De Palerm/Vittorio Gui, Living Stage